# ウォラポル・トンサンガ
ウォラポル・トンサンガ（英語: Worrapol Thongsa-nga、タイ語: วรพล ทองสง่า、1995年10月29日 - ）は、タイの男子バドミントン選手。

## 経歴
8歳年下のファランユ・カオサマーンとペアを組む。
2024年のインドネシア・マスターズでは、1回戦で世界ランク21位のゴー・ジーフェイ / ヌル・イズディンを破り、2回戦で東京五輪金メダリストの李洋 / 王齊麟を破って準々決勝に進出。準々決勝では第2シードのキム・アストルプ / アンダース・スカールプ・ラスムセンに敗れるが、番狂わせを起こした大会となった。